# Elinor Wylie
Pour les articles homonymes, voir Wylie.
Elinor Morton Wylie (née Elinor Morton Hoyt le 7 septembre 1885 et morte le 16 décembre 1928) est une poétesse et écrivaine américaine ayant connu le succès au cours des années 1920 et 1930.

## Biographie
Elinor Wylie naît à Somerville (New Jersey),, dans une famille établie. Son grand-père, Henry M. Hoyt, est gouverneur de Pennsylvanie. Sa tante, Helen Hoyt, est poétesse. Ses parents sont Henry Martyn Hoyt Jr., avocat général des États-Unis de 1903 à 1909, et Anne Morton McMichael. Ses frères et sœurs sont[réf. nécessaire] :
- Henry Martyn Hoyt (8 mai 1887 - 25 août 1920 à New York), qui a épousé Alice Gordon Parker (1885–1951)
- Constance A. Hoyt (20 mai 1889 – 1923 en Bavière, Allemagne), qui a épousé Ferdinand von Stumm-Halberg le 30 mars 1910 à Washington (district de Columbia)
- Morton McMichael Hoyt (4 avril 1899 à Washington - 21 août 1949 à Philadelphie).
- Nancy McMichael Hoyt (1er octobre 1902 à Washington - 1949), romancière.

Elinor grandit à Washington. Elle fréquente la Miss Baldwin's School (1893–97), la Mrs. Flint's School (1897–1901) et la Holton-Arms School (1901–04).

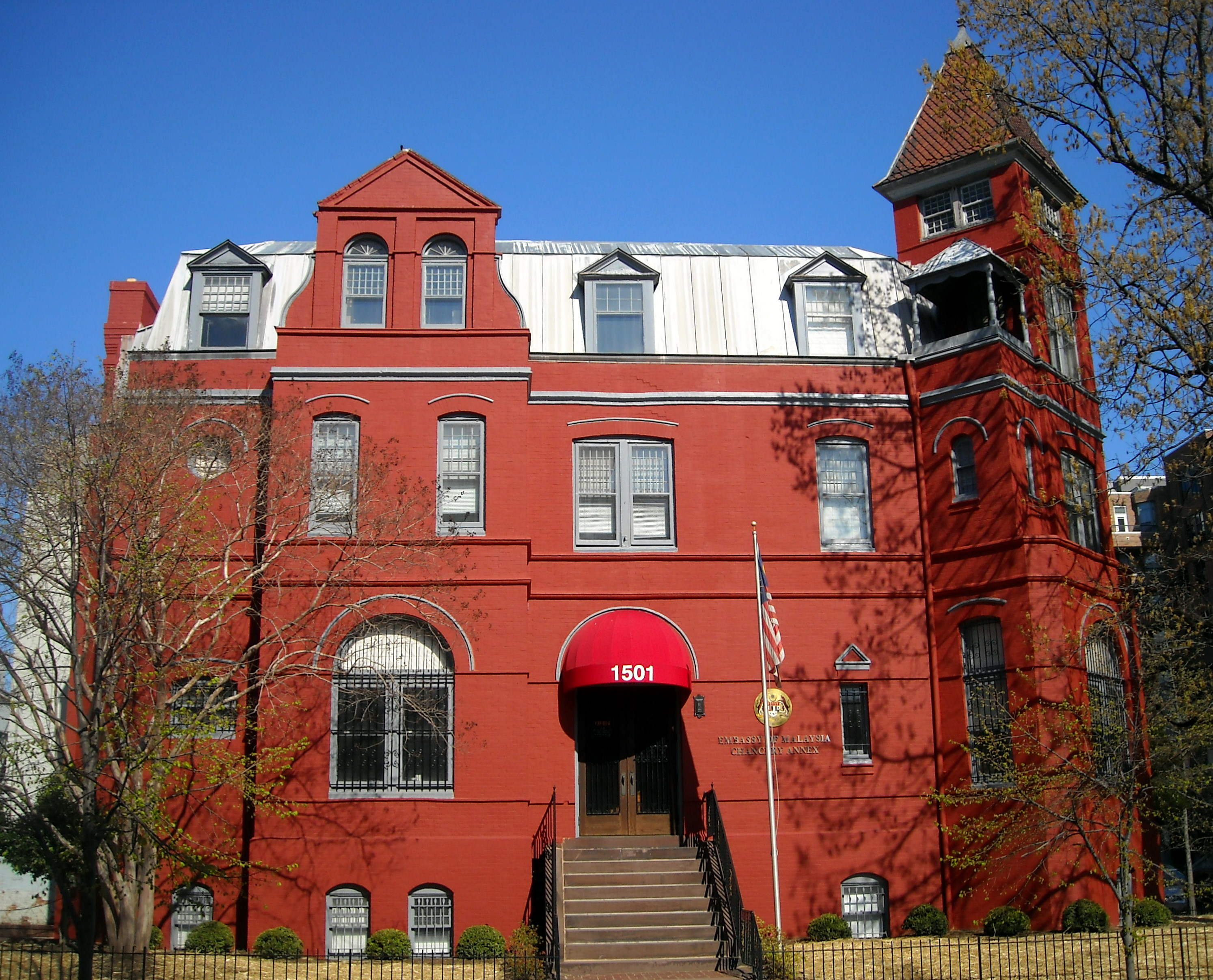
Après le mariage d'Elinor avec Horace Wylie, Philip Simmons Hichborn se suicide dans cet édifice.

Son premier mari est Philip Simmons Hichborn (1882–1912). Ils se marient le 13 décembre 1906. Le couple a un fils, Philip Simmons Hichborn, Jr., né le 22 septembre 1907 à Washington.
À la fin de 1910, Wylie quitte son époux et son enfant pour épouser Horace Wylie.
Encouragée par Horace Wylie, Elinor publie anonymement Incidental Number (1912), un recueil de poèmes écrits la décennie précédente.
Souffrant d'hypertension artérielle, elle meurt le 16 décembre 1928 à Manhattan, elle est inhumée au cimetière de Forty Fort dans le comté de Luzerne en Pennsylvanie.

## Œuvres

### Poésie
- (en) [Anonyme], Incidental Numbers. London: private, 1912.
- (en)Nets to Catch the Wind. New York: Harcourt, Brace, 1921.
- (en)Black Armour. New York: Doran, 1923.
- (en)Trivial Breath. New York, London: Knopf, 1928.
- (en)Angels and Earthly Creatures: A Sequence of Sonnets Henley on Thames, UK: Borough Press, 1928. (also known as One Person).
- (en)Angels and Earthly Creatures. New York, London: Alfred A. Knopf, 1929. (includes Angels and Earthly Creatures: A Sequence of Sonnets).
- (en)Birthday Sonnet. New York: Random House, 1929.
- (en)Collected Poems of Elinor Wylie. New York: Alfred A. Knopf, 1932.
- (en)Last Poems of Elinor Wylie, transcribed by Jane D. Wise, foreword by William Rose Benet, tribute by Edith Olivier. New York: Knopf, 1943. Chicago: Academy, 1982.
- (en)Selected Works of Elinor Wylie. Evelyn Helmick Hively ed. Kent State U Press, 2005.

### Romans
- (en)Jennifer Lorn: A Sedate Extravaganza. New York: Doran, 1923. London: Richards, 1924.
- (en)The Venetian Glass Nephew. New York: Doran, 1925. Chicago: Academy, 1984.
- (en)The Orphan Angel. New York: Knopf, 1926. Also published as Mortal Image. London: Heinemann, 1927.
- (en)Mr. Hodge & Mr. Hazard. New York. Knopf, 1928. London: Heinemann, 1928. Chicago: Academy, 1984.
- (en)Collected Prose of Elinor Wylie. New York: Knopf, 1933.

### Archives
- (en) Papers reside in the Elinor Wylie Archive, Beinecke Rare Book Room and Manuscript Library, Yale University, New Haven, CT, and in the Berg Collection, New York Public Library[10].